# Khushdil Shah
Khushdil Shah (* 7. Februar 1995 in Bannu, Pakistan) ist ein pakistanischer Cricketspieler, der seit 2019 für die pakistanische Nationalmannschaft spielt.

## Aktive Karriere
Sein List-A-Debüt gab er im  Jahr 2016 im pakistanischen Cricket. Im April 2018 war er Teil der des Teams von Balochistan im Pakistan Cup 2018 und in der Quaid-e-Azam Trophy 2018/19 für FATA. Bei letzterem war er der beste Run-Scorer seines Teams. Beim Pakistan Cup 2019 konnte er für Khyber Pakhtunkhwa herausragen und sich so Interesse bei den Selektoren der Nationalmannschaft auslösen. Shah gab sein Debüt in der Nationalmannschaft im November 2019 bei der Tour in Australien im November 2019, als er sein erstes Twenty20 absolvierte. Jedoch konnte er sich zunächst nicht im Team etablieren. Daraufhin spielte er für die Multan Sultans in der Pakistan Super League 2020. Dabei konnte er überzeugen und wurde für weitere Einsätze im Nationalteam vorgesehen. Jedoch erlitt er im Sommer eine Daumenfraktur, die ihn mehrere Wochen aussetzen ließ. Im Oktober erzielte er in der National T-20 Cup 2020/21 für Southern Punjab spielend mit einem Century in 36 Bällen einen neuen Rekord für pakistanische Batter. Kurz darauf erhielt er im November 2020 seinen nächsten Einsatz im Nationalteam, als er sein Debüt im ODI-Cricket gegen Simbabwe gab. Doch verblieb er zunächst vorwiegend im Twenty20-Team und erhielt im September 2021 die Nominierung für den ICC Men’s T20 World Cup 2021. Jedoch wurde er kurz vor dem Turnier wieder aus dem Kader gestrichen. Nach guten Leistungen in der Pakistan Super League 2022, kam er dann auch wieder zurück ins ODI-Team. Auch erhielt er eine Nominierung für den Asia Cup 2022, und erzielte dort als beste Leistung 35* Runs gegen Hongkong. Nachdem er bei der Tour gegen England nicht überzeugen konnte, wurde er von den Fans heftig verbal angegriffen. Er erhielt dann auch eine erneute Nominierung für den ICC Men’s T20 World Cup 2022, kam dort jedoch nicht zum Einsatz.

## Privates
Khan ist seit Januar 2022 verheiratet.